# 妇女民主运动
妇女民主运动（西班牙語：Movimiento Democrático de Mujeres，缩写为MDM）是一个在1970年代中期（佛朗哥政权后期）活跃的西班牙地下女性主义组织。1965年，西班牙共产党的女性成员建立该组织。该组织由杜尔西娜·贝利多、玛鲁哈·卡斯卡拉、帕奎塔·马丁·德·伊西德罗、卡门·罗德里格斯等人以及其他独立的女性主义者领导，旨在与无党派的女性活动家建立联盟。该组织对佛朗哥独裁时期结束后西班牙社会民主化作出了贡献，推动了公证婚姻和离婚法的实行、堕胎合法化以及免费避孕药具的推广。1976年，妇女民主运动与妇女解放运动（缩写为MLM）合并为MDM/MLM。从1982年开始，MDM/MLM逐步瓦解，直至消失。2013年6月，在西班牙联邦妇女秘书处的推动下，重新建立妇女民主运动。